# Thymaridas
Thymaridas de Paros (en grec : Θυμαρίδας), né vers 400 AEC (avant notre ère) et mort vers 350 AEC, est un mathématicien grec de l'Antiquité.

## Biographie
Pythagoricien, Thymaridas est connu pour ses recherches sur les nombres premiers et les équations linéaires simultanées.